# Rafał Grząka
Rafał Grząka (ur. 18 lutego 1984 w Ełku) – polski akordeonista i pedagog.
Absolwent Policealnego Studium Jazzu (klasa akordeonu jazzowego Andrzeja Jagodzińskiego) oraz Uniwersytetu Muzycznego Fryderyka Chopina w Warszawie (klasa prof. Klaudiusza Barana). Doktor habilitowany, od 2018 prodziekan do spraw studenckich Wydziału Instrumentalnego UMFC. Wiceprezes Stowarzyszenia Akordeonistów Polskich. Występował m.in. z Orkiestrą Symfoniczną Filharmonii Narodowej, Polską Orkiestra Radiową, Orkiestrą Filharmonii Lwowskiej, Orkiestrą Symfoniczną Filharmonii i Opery Podlaskiej.
Członek zespołów Klezmafour oraz Cup of Time. Płyta Atom Accordion Quintet, na której występował wspólnie z Atom String Quartet, została nominowana do Fryderyków 2017 w kategorii Album Roku Muzyka Współczesna. Wystąpił również obok Pawła Gusnara i Chopin University Chamber Orchestra na płycie Reminiscences of Dark Streams nominowanej do Fryderyków 2021 w kategorii Album Roku Muzyka Koncertująca.
W 2024 roku został odznaczony Krzyżem Kawalerskim Orderu Odrodzenia Polski.